# Pteropus voeltzkowi
Pteropus voeltzkowi är en däggdjursart som beskrevs av Paul Matschie 1909. Pteropus voeltzkowi ingår i släktet Pteropus och familjen flyghundar. Inga underarter finns listade.
Det svenska trivialnamnet Pembaflyghund förekommer för arten.
Arten når en kroppslängd (huvud och bål) av 240 till 265 mm och saknar svans. Den har 146 till 163 mm långa underarmar och 21 till 23 mm långa öron. Vikten ligger mellan 430 och 610 g. Den ett intensivt rödaktigt huvud och orange päls på buken. Andra delar av kroppen är täckta med kastanjebrun päls och huvudet är mörkare. Pteropus voeltzkowi har svarta vingar. Allmänt är honor mindre än hannar.
Denna flyghund förekommer endemisk på ön Pemba öster om Tanzania. Arten vistas i låglandet. Habitatet utgörs av fuktiga skogar som mangrove och av andra områden med träd. Individerna vilar i trädens kronor.
Vid viloplatsen bildas kolonier som kan ha upp till 850 medlemmar. Arten äter främst frukter samt blommor och nektar. Antagligen sker parningen från januari till april och från juni till augusti föds en unge. Cirka 3 till 6 månader efter födelsen är ungen självständig.
Det största hotet mot arten är skogsavverkningar. Dessutom dödas flera exemplar för köttets skull. När flyghunden hämtar sin föda från odlingsmark bekämpas den som skadedjur. På ön introducerades trädet Maesopsis eminii som tränger undan växterna i flyghundens ursprungliga habitat. IUCN kategoriserar arten globalt som sårbar.